# 이종호 (축구 선수)
이종호(李宗浩, 1992년 2월 24일 ~ )는 현역 시절 전남 드래곤즈, 전북 현대 모터스, 울산 HD, 성남 FC 등에서 공격수로 활약했던 대한민국의 전직 축구 선수이자 현 축구 지도자로 현재 건국대학교의 코치를 맡고 있으며 2014년 아시안 게임 금메달리스트이다.

## 클럽 경력
이종호는 전남 드래곤즈 U-18 출신이다. 2011년 2월 24일 전남 드래곤즈와 3년 계약을 맺었다. 2011년 3월 6일 전북 현대 모터스와의 원정 경기(0:1, 전남 승)에서 남준재와 교체 출전하며 데뷔했다, 3월 20일 FC 서울전에서 후반 20분 리그 첫 골을 넣었다.
2016 시즌을 앞두고 팀 동료 임종은과 함께 전북 현대 모터스로 전격 이적하였고, 22경기 출전하여 5골 3도움을 기록하였다.
2016년 12월 14일에 있었던 마멜로디 선다운즈와의 FIFA 클럽 월드컵 5~6위 결정전에서 골을 기록하여 4-1 승리를 이끌었다. 2016년 시즌 후 이용, 이재성과의 트레이드를 통해 김창수, 최규백과 함께 울산 현대로 이적하였다.
2017년 2월 28일 울산문수경기장에서 열린 브리즈번 로어와의 아시아축구연맹(AFC) 챔피언스리그(ACL) 32강 조별리그 E조 2차전에서 후반 17분에 교체투입하여 쐐기골을 터뜨려 팀의 6-0 대승을 거뒀다.
2017년 7월 1일 수원과의 홈 경기에서 1-1로 팽팽한 상황에서 후반 17분에 역전골을 기록했지만, 비디오 심판이 역습의 빌미를 제공한 한승규의 반칙을 잡아내면서 득점이 무효가 되어 득점이 취소된 1호 선수로 기록됐다.
2017년 7월 19일 강원과의 원정 경기에서 결승골을 기록하여 팀의 1-0 승리와 더불어 팀 통산 500승을 이끌어냈다.
그리고, 2017년 8월 6일에 열린 전북과의 리그 25라운드 경기에서 결승골을 기록하여 울산을 7년 만에 전북 원정에서 1-0 승리를 이끌어냈고, 울산 선수로는 올 시즌 처음으로 MVP에 선정되었다.
그 후, 2017년 10월 15일에 열린 수원과의 원정 경기에서 K리그 통산 200경기 출전 기록을 세웠다.
그리고, 2017년 11월 29일에 있었던 부산과의 FA컵 결승 1차전에서 결승골을 기록하며 맹활약했지만, 2017년 12월 3일에 있었던 FA컵 2차전 경기 도중 후반 6분 비골 부상을 당해 김인성과 교체되어 나갔다. 2018시즌을 앞두고, 6개월간 휴식 및 재활기간이 필요하다는 진단을 받았으며, 개막 후 약 3개월을 통째로 거르게 되었다.
2018 시즌에는 2017 FA컵 부상 여파로 인하여 많은 경기에 출전하지 못했고, 2019년 1월 10일에 J2리그 V-바렌 나가사키로 임대 이적하였다.
임대를 마친 이종호는 2020 시즌을 앞두고 친정팀인 전남으로 돌아왔다.
2022년 3월, 성남 FC에 입단했다.

## 국가대표팀 경력
이종호는 2008년 AFC U-16 축구 선수권 대회에 김진수, 손흥민 등과 함께 출전하였다. 인도네시아전에서는 해트트릭을 기록하였으며 대한민국 대표팀은 이 대회에서 준우승을 하였고 이종호는 대회 최우수선수에 선정되었다.
2009년 FIFA U-17 월드컵에 출전했다. 이 때 손흥민과 함께하였다.
2014년 U-23 대표팀 소속으로 2014 아시안 게임에 참가하여 금메달을 획득하였다.
2015년 7월 20일 발표된 2015 동아시안컵에 참가하는 대한민국 대표팀 최종 명단에 포함되었다. 그리고 1차전인 중국과의 경기에서 선발로 출전하여 A매치 데뷔전을 치름과 동시에 후반전 A매치 데뷔골까지 기록하며 2:0 승리에 공헌했다.

### 국가대표팀 득점
| # | 경기일     | 경기장소               | 상대팀         | 득점  | 결과  | 비고            |
| - | ---------- | ---------------------- | -------------- | ----- | ----- | --------------- |
| 1 | 2015/08/02 | 중국, 우한 스포츠 센터 | 중화인민공화국 | 2 – 0 | 2 – 0 | 2015 동아시안컵 |

## 그 외
2017년 5월 25일에는 김도훈 감독과 김용대, 김인성, 김승준, 최규백, 박용우,  정승현 등 울산 현대 선수들과 함께 피파온라인3의 신규모드 3vs3 롤플레이 모드 시연과 직접 게임하는 광고 영상을 촬영하였다.
이종호는 팬서비스로 매 경기마다 골을 기록하면 호랑이 세레머니를 선보여 '이종호랑이'라는 별명을 갖게 되었다.
이종호는 2017년 11월 2일에 울산지역 스포츠 인재양성을 위해 기부금 500만원을 초록우산 어린이 재단 울산지역 본부에 전달하였다.

## 수상
전북 현대 모터스
- AFC 챔피언스리그 : 우승 (2016)

 울산 현대
- FA컵 :우승 (2017)

 전남 드래곤즈
- FA컵 :우승 (2021)

 대한민국
- AFC U-16 축구 선수권 대회: 준우승, MVP (2008)

- 아시안 게임 축구 : 금메달 (2014)
- EAFF 동아시안컵 : 우승 (2015)